# Vinuesa
Vinuesa es una villa y municipio español de la provincia de Soria, en la comunidad autónoma de Castilla y León. Pertenece a la comarca de Pinares y tiene una población de 833 habitantes según el censo de 2024. Tiene una extensión de 143,06 km² por lo que la densidad poblacional es de 6,21 hab./km².
Su situación geográfica, al pie de los Picos de Urbión y de la sierra de Cebollera, a una altitud de 1107 m sobre el nivel del mar, hace del lugar un atractivo turístico de importancia a lo que une su riqueza forestal. Se le conoce por el nombre de La Corte de los Pinares. Su clima es el propio de esta altitudes, con inviernos fríos y los veranos suaves y templados. Asiento de los pelendones, celtíberos, fue la ciudad romana de Visontium. Su emplazamiento a orillas de un Duero todavía naciente, hoy remansado por la presa de la Cuerda del Pozo, es la cabeza de la comarca de Pinares. Tiene el título de villa.
Está catalogado como Uno de Los Pueblos Más Bonitos de España desde el año 2019 y pertenece desde entonces a la asociación homónima.

## Geografía

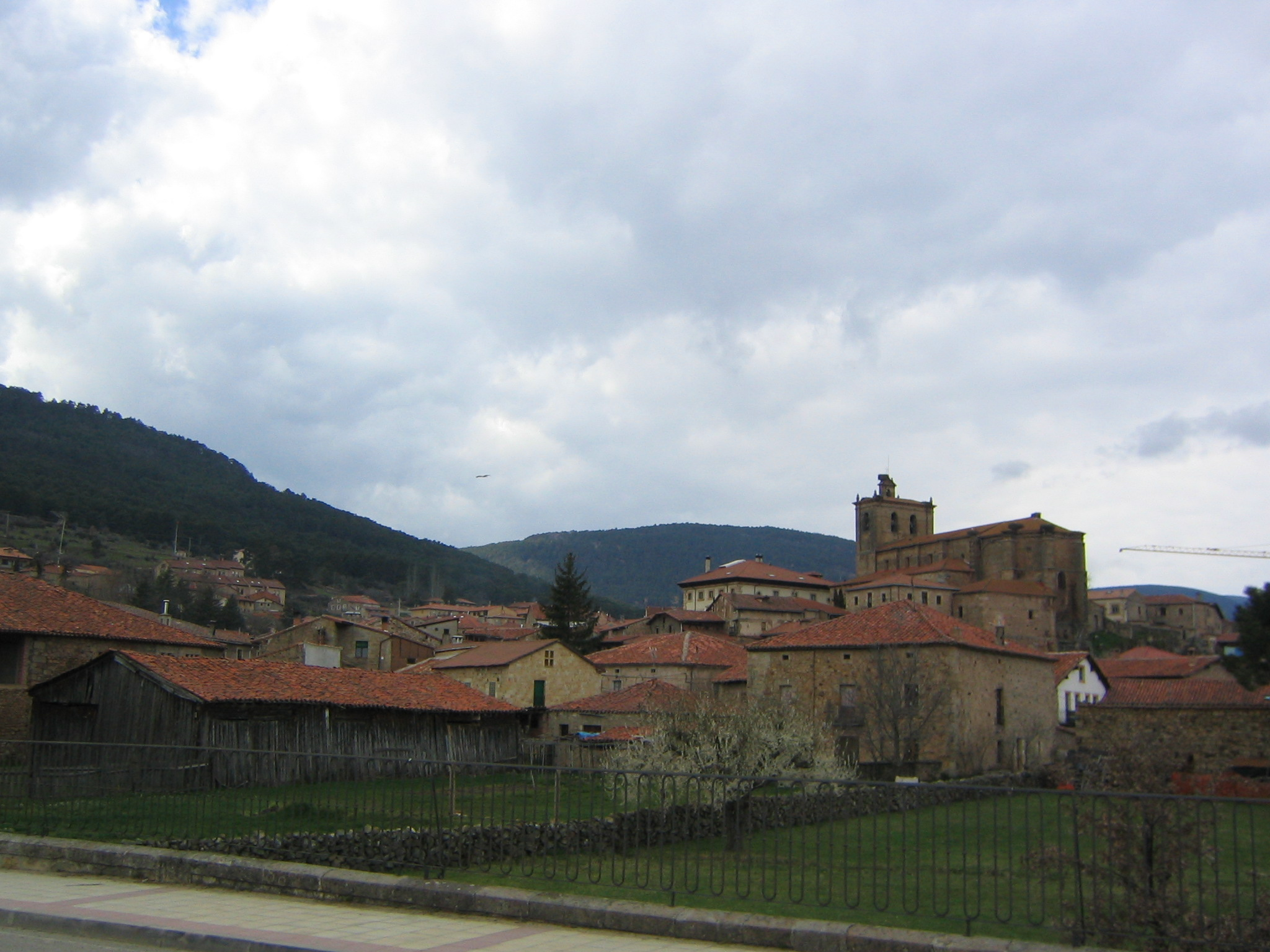
Vista general de Vinuesa

Se sitúa en el este de la comarca de Pinares, al pie de los picos de Urbión y de la sierra de Cebollera, con una altitud de 1107 m s. n. m., en la parte noroeste de la provincia de Soria a 35 km de la capital y cerca del límite con La Rioja. Pertenece al partido judicial de Soria y desde el punto de vista eclesiástico forma parte de la diócesis de Osma-Soria. 
Las sierras de Urbión y de Cebollera la cubren por el lado norte y en ellas se halla la Laguna Negra que pasó a la literatura de manos de Antonio Machado en su obra La Tierra de Alvargonzález. El impresionante paisaje de la serranía y de esta laguna glaciar rodeada de altas paredes en donde anidan las aves rapaces queda descrito por el poeta. La fuerza de este paisaje hace que sea uno de los lugares con más atractivo turístico del interior de la península.
Vinuesa limita con los siguientes términos municipales: al norte con Montenegro de Cameros; al este con El Royo y Soria; al sur con Soria y Cidones; y al oeste con Salduero, Molinos de Duero y Covaleda.
Su clima es el propio de esta altitudes, con inviernos fríos y los veranos suaves y templados.
En su término e incluidos en la Red Natura 2000 los siguientes lugares:
- Lugar de Interés Comunitario conocido como Riberas del Río Duero y afluentes, ocupando 99 hectáreas, el 1 % de su término.[3]
- Lugar de Interés Comunitario conocido como Sierras de Urbión y Cebollera ocupando 2195 hectáreas, el 15% de su término.[4]
- Zona Especial Protección de Aves conocida como sierra de Urbión ocupando 1540 hectáreas, el 11% de su término.[5]

### Comunicaciones
La comunicación con la villa se realiza por la carretera provincial SO-810 que la une a la carretera nacional N-234 Soria - Burgos. Hacia el oeste, para ir a Salduero y Molinos de Duero se usa la SO-840 que se une en Salduero con la SO-850. Hacia el norte SO-830 que une el núcleo urbano de la villa con los barrios de El Quintanarejo y Santa Inés y de allí por la SO-831 a Montenegro de Cameros.
El resto de los servicios de comunicaciones se centralizan en la capital de la provincia donde tiene acceso el ferrocarril. El aeropuerto más cercano es el de Logroño aunque la capital de España, Madrid, queda a 250 km al sur.

### Localidades
El municipio comprende la villa y los barrios de El Quintanarejo y Santa Inés, este último ya deshabitado.
El Quintanarejo.
Es un pequeño barrio rural que se sitúa al norte del núcleo urbano. Está rodeado por la sierra de El Portillo de Pinochos que esconde paisajes muy característicos. Hay algunos restos interesantes de arquitectura tradicional, como Muro del Paso de los Ameros y sepulturas antropoides en el Onsar de Pedro García y la ermita de Santa Catalina. En el siglo XVI vivían en este lugar 2 vecinos y se denominaba El Quintanar pero el ayuntamiento de Vinuesa realizó una política de concentración de población en la villa porque se debía de impedir que se asentaran vecinos permanentes en el territorio de realengo de los ricos pastizales de Urbión. Toda la explotación de la tierra estaba sujeta a pagos de impuestos. En 1936 vivían en el barrio 60 vecinos.
Santa Inés.
Situada más al norte que El Quintanarejo a orillas del río Revinuesa se rodea de cumbres que rozan los 2000 m sobre el nivel del mar, como el pico Zorraquin de 2105 m o Castillo de Vinuesa de 2064 m. Está situada en la confluencia del río Revinuesa con el arroyo de la Laguna. Entre las casas, ahora refugió del ganado, destaca la pequeña ermita de Santa Inés que guarda un retablo del siglo XVII. Las primeras manifestaciones en documentos datan del año 1270 cuando aparecen en las Ordenanzas de Vinuesa. Santa Inés paso a la literatura de mano de Bernabé Tierno quien describió el lugar en su obra Emociones Campesinas.

### Hidrografía
La ubicación de Vinuesa esta marcada por la altitud, 1107 m sobre el nivel del mar, y el paisaje montañoso que la rodea, montañas de 2000 m de altura pertenecientes a las sierras de Picos de Urbión y Cebollera, corazón del Sistema Ibérico. El río principal es el Duero, que nace en los Picos de Urbión y que recibe a multitud de afluentes por ambas orillas. Se suman al Duero los ríos Revinuesa y Remonicio o arroyos como el Congosto.
El Duero, que es el tercer río de la península en longitud y el segundo en caudal, nace en los Picos de Urbión a 2060 m sobre el nivel del mar de altitud. De allí recorre 900 km hasta llegar al Atlántico en Oporto (Portugal) atravesando todo Castilla y León. A la villa de Vinuesa llega a los 25 km de su recorrido y es embalsado por la presa de La Muedra. Allí recibe al Revinuesa.

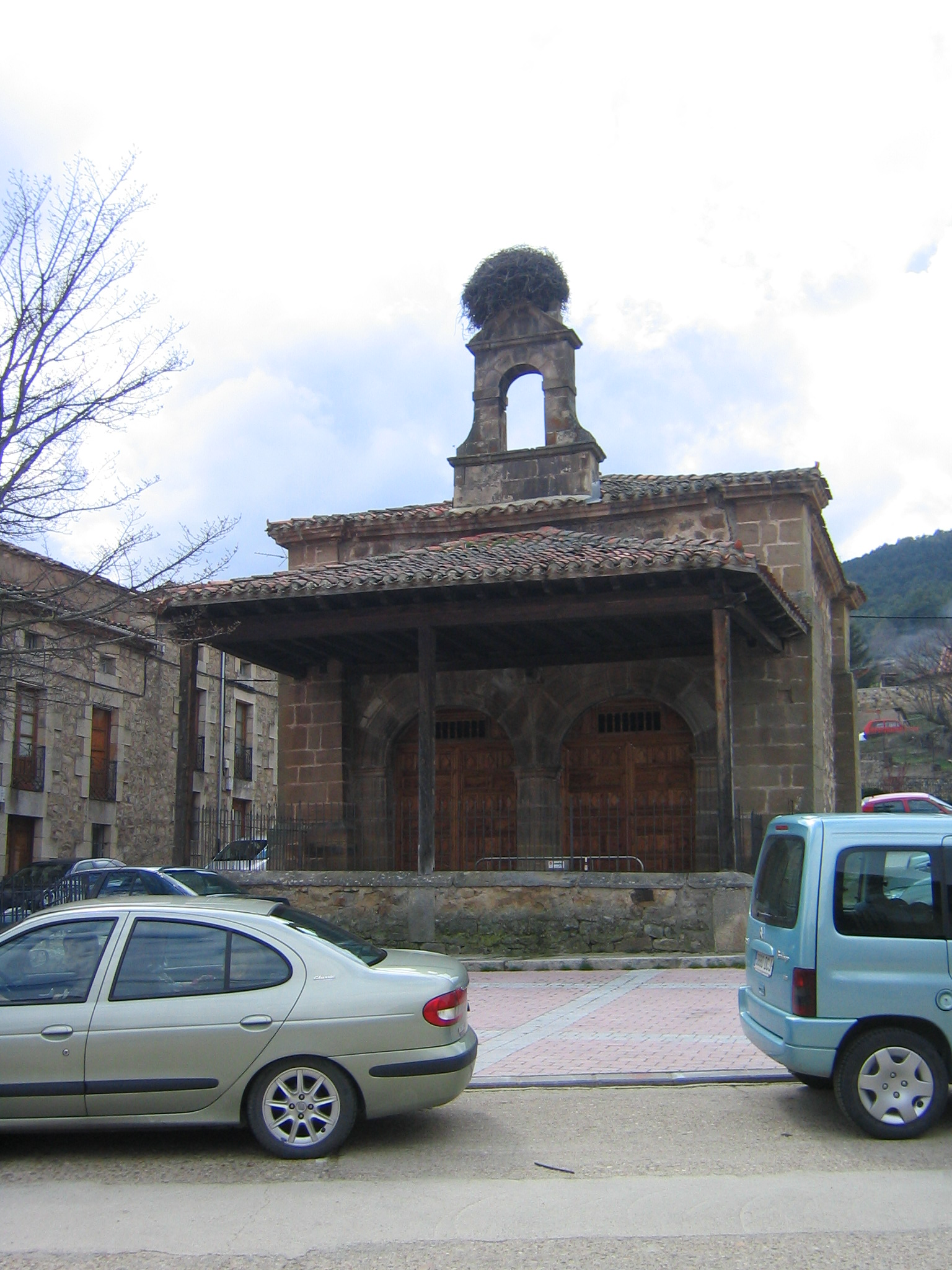
Ermita de la Soledad.

El Revinuesa, el segundo río que pasa por tierras de Vinuesa, nace en la vertiente este del Urbión fruto de una laguna de origen glacial. Todo el recorrido lo realiza dentro del término municipal, desde los 2228 m altura en donde nace hasta el embalse que recoge al Duero, poco más de 12 km de un cauce irregular con un caudal que depende de las precipitaciones y de la estación. Tiene una gran riqueza piscícola en especial en trucha. En su cuenca recibe los afluentes siguientes;
- por la derecha: el arroyo Rioseco, el de la Jara, de Pradilla, de la Laguna Negra, de la Torneda, barranco del pico de la Quemada, arroyo de Congosto y el principal y el Remonicio.
- por la izquierda: el de la Pocilga, Cebrián, Alegal, de las Hoyadas, del Hortigal, de la Garganta, del Horcajuelo, del Mortacino, de Covacho, de la Dehesa, de la Viña, Gargantilla, Calabaza y Pellejeros.

Hay fuentes de aguas medicinales y ferruginosas como la fuente de hierro y la fuente del Salobral que dan aguas que antaño fueron comercializadas obteniendo premios importantes. Cuenta la localidad con un yacimiento de hierro junto al río Ebrillos.
En el término municipal o en municipios vecinos hay varias lagunas de origen glacial. Estas tienen su origen en pequeños glaciales que se formaron durante la última glaciación. Todas esta lagunas están ubicadas en espacios paisajísticos de gran belleza y riqueza biológica. Las más importantes son:
- La laguna Larga, es la más grande (pertenece al municipio de Covaleda).
- La laguna Helada, que forma pequeños charcos y un entorno pantanoso (pertenece al municipio de Covaleda).
- La laguna del Hornillo, oculta por la alta morrena que la rodea (pertenece al municipio de Covaleda).
- La Laguna Negra, que es la más conocida de todas y requiere un tratamiento diferenciado. Rodeada por una alta pared de roca donde anidan las rapaces y el color negro de sus aguas que no dejan adivinar el fondo lo que sugiere que este no exista y da lugar a multitud de leyendas que se vieron colmadas por las obras de Antonio Machado La tierra de Alvargonzález.

#### El pantano de La Cuerda del Pozo
En 1923 se aprueba la construcción de un pantano en la cabecera del río Duero. El 9 de septiembre de 1941 se inauguró la presa de La Cuerda del Pozo, quedando dentro del embalse el pueblo de La Muedra, nombre por el cual también es conocido. Fue proyectado por Pedro Pérez de los Cobos y construido por las empresas Granero y Córdoba. Afecta a los municipios de Vinuesa, Soria y Cidones.
La presa, muy pequeña en relación con el volumen de agua embalsado, es una construcción en planta curva por gravedad de 425 m de longitud y 36 de altura con un espesor en coronación de 6 m.
Tiene un aliviadero en su estribo izquierdo con capacidad de desembalsar 1300 m³/s y dos desagües, uno en el fondo y otro a media altura con capacidad de 57 m³/s.
El embalse, que recoge en su seno el pueblo de La Muedra y un magnífico puente romano, tiene una superficie que ocupa es de 2176 ha y la capacidad de embalse es de 229 hm³, la media de agua embalsada (en ocho años) es 133 hm³ lo que supone un 58,35 % de su capacidad. Recoge el agua de una superficie de cuenca de y recoge el agua de una cuenca de 550 km² de superficie. La longitud de costa es de 65 km. Estos datos hacen que sea el sexto pantano de la cuenca por su capacidad de embalse.
Este pantano regula el Duero y es la fuente de agua potable para la ciudad de Soria y de Valladolid. Riega una superficie de 26 000 ha. Su costa sirve como atractivo turístico con lugares como playa Pita y las Cabañas. En sus aguas de pueden realizar muchos deportes náuticos.
La presa tiene asociada una planta de generación de energía eléctrica que se inauguró en 1958 con una potencia instalada de 6080 kW logrando producir al año una media 8,5 GW.

### Orografía, flora y fauna

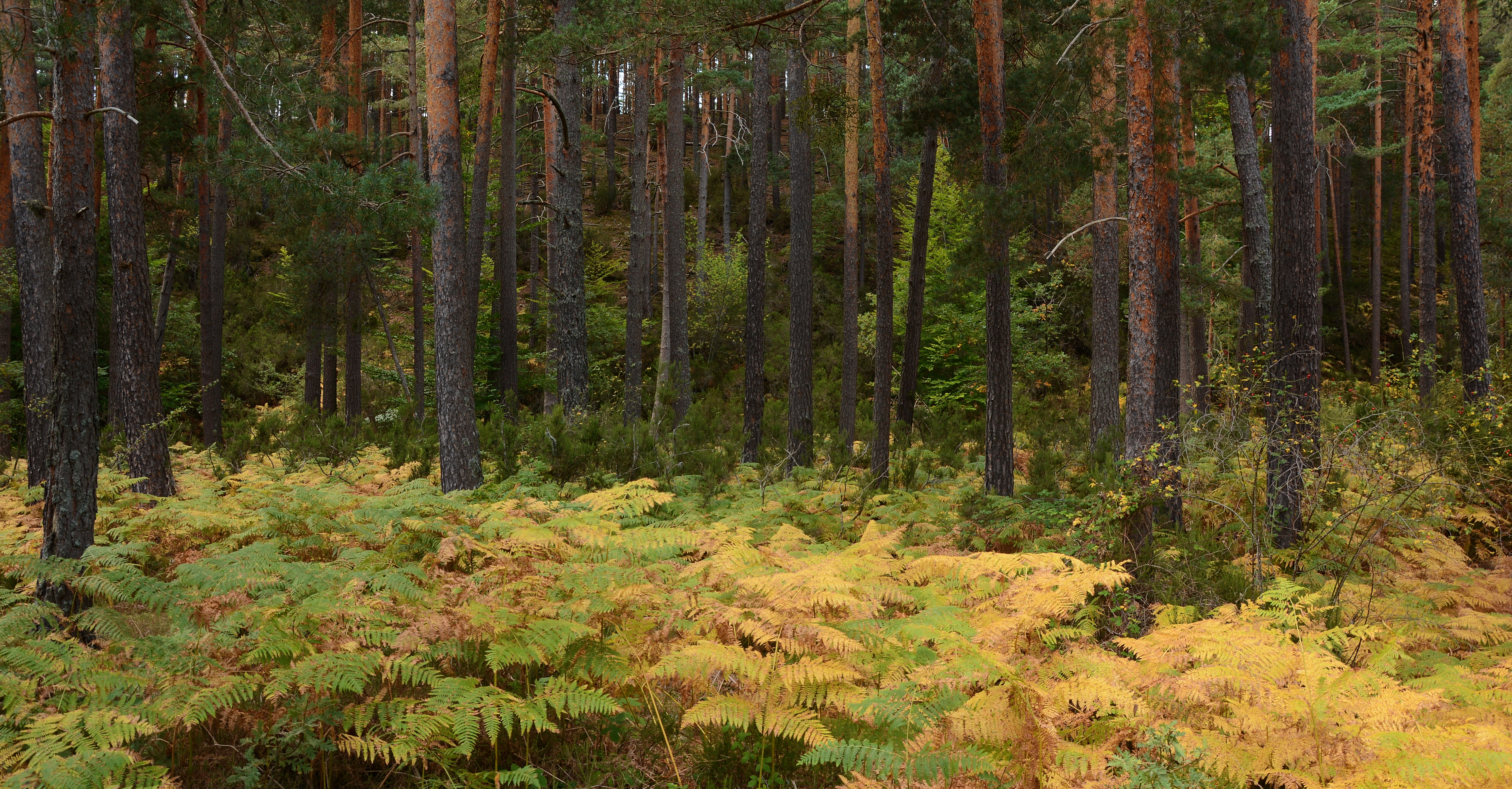
Pinar en Vinuesa

En pleno corazón del Sistema Ibérico rodeada por las sierras de Picos de Urbión y de la Cebollera, configura el municipio dos líneas montañosas, los Picos de Urbión y el Portillo de Pinochos.
En la línea de los Picos de Urbión destacan el propio pico de Urbión con sus 2228 m de altitud sobre el nivel del mar y el Zorraquín de 2091 m. Por el otro lado está el Portillo de Pinochos, que va de sur a norte, Castillo de Vinuesa (2062 m), el cerro del Buey y Peñas Negras como máximas alturas.
Los materiales que componen estos terrenos son del cretáceo y están compuestos de conglomerados y areniscas que han sido moldeados por los hielos de la última glaciación. Los terrenos están cubiertos por abundante vegetación entre la que destaca el pino albar, el pino negro, la haya y el roble. También se encuentran ejemplares de abedul, tejo, acebo, arce, avellano, manzano silvestre, cerezo y serbal. En las riberas hay olmo, fresno, chopo, álamo blanco, álamo temblón y aliso. Abundan las especies arbustivas como espino, endrino, rosal silvestre, zarzamora, brezo y helecho.
La parte norte de las sierras vierten al Ebro, por lo tanto vertiente mediterránea, mientras la sur es para el Duero. En el norte destaca el lugar llamado rincón del Iregua que se abre sobre la vecina Rioja y el valle del Iregua.
La vida animal es muy rica y variada. Hay gran cantidad de especies de todo tipo propias de estos lugares: jabalí, corzo, zorro, ciervo, cigüeñas y aves.

## Historia
En el territorio municipal se han hallado restos que atestiguan la presencia humana en el neolítico. Se han encontrado puntas de flecha y un hacha de piedra de esa época en el paraje de "el Bardo" y, ya del siglo IV a. C., los restos de una vivienda circular de 3,75 m de diámetro en "el Balcón de Pilatos". Se tiene constancia que en el siglo V a. C. llegaron a lo que es Vinuesa la tribu de los pelendones (también llamados duracos o bracos) que formaría parte de los celtíberos que se asientan en la confluencia de los ríos Revinuesa, Remonicio y Duero donde fundan la población de Visontium que es la referencia más antigua de la villa de Vinuesa. La conquista de la península por el Imperio romano, que en tierras de Soria dejó la gesta de Numancia, también mantendría, y agrandaría, el asentamiento de Visontium. Por allí pasaba la calzada que unía la zona con Uxama y Numancia de la que se mantiene el puente sobre el Duero. Bajo el emperador Teodosio I el Grande existía un cuerpo militar a las órdenes de Comes Hispanorum de veontes naturales de Vinuesa.
Los godos y los musulmanes no dejaron huella en el municipio. En el año 1016 se estableció en estos montes la frontera del reino de Pamplona Nájera con los territorios musulmanes.

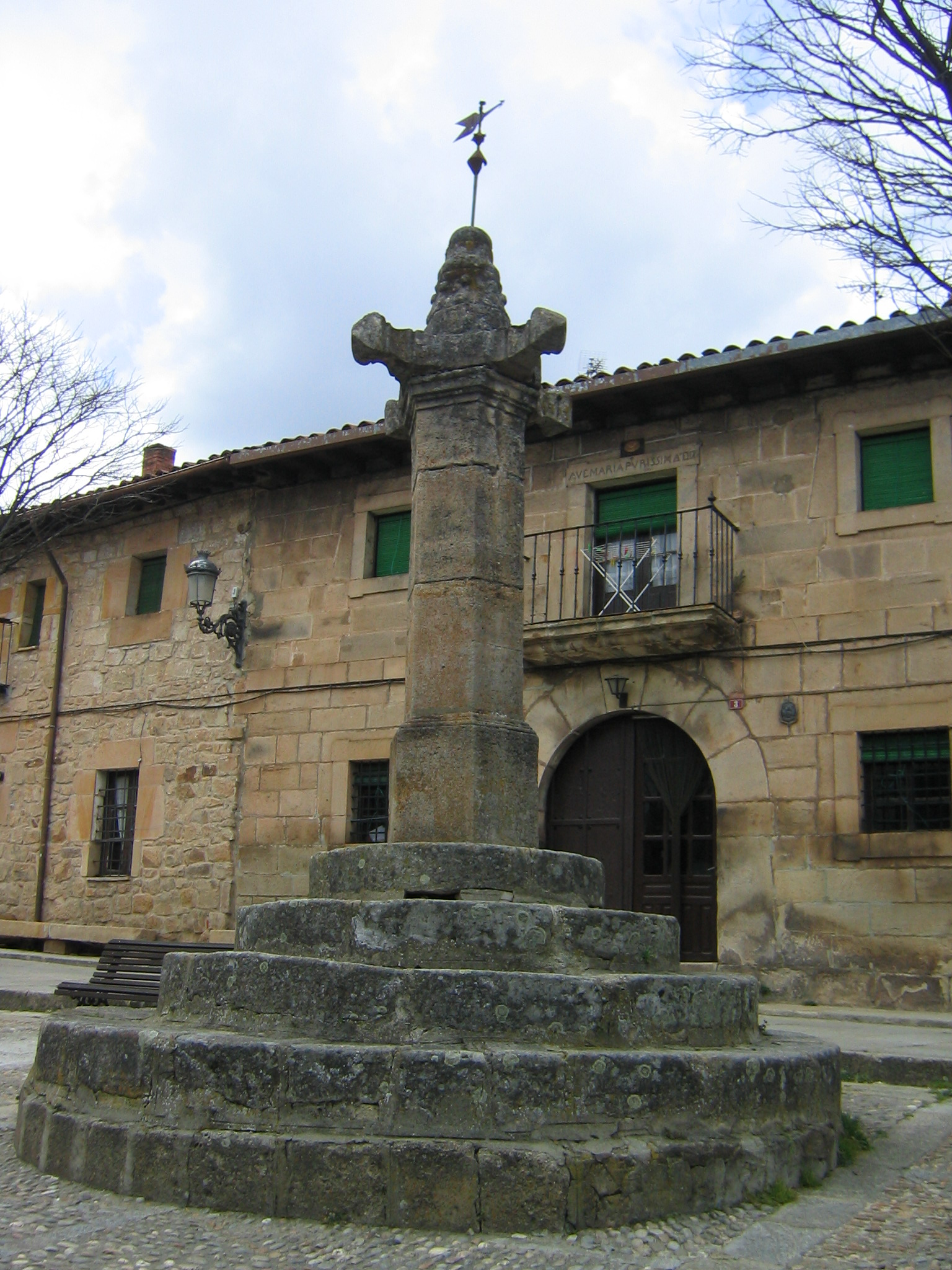
El rollo.

Tras la retirada de los musulmanes Vinuesa queda integrada en Castilla. El censo realizado en 1272 por orden del rey Alfonso X de Castilla figura con una población de 24 vecinos siendo la localidad más poblada de la comarca de Pinares. Al año siguiente, en 1273, se da un importante impulso a la economía del lugar creando, por orden real, el El Honrado Concejo de la Mesta, también llamado Consejo de Mesta de los pastores del Mio Reino regulando toda la explotación ganadera y lanera y otorgando importantes prerrogativas y privilegios a los pastores. En la carta de fundación del priorato de Salduero en 1278 Vinuesa aparece como la principal localidad de la comarca. La economía de la comarca en el siglo XIV se basaba en la exportación de lana y productos de elaborados de los pinos.
En 1313 Juan Fernández de Padilla, señor de Calatañazor, invade los territorios de Vinuesa y se enfrenta a las tropas que organiza el obispo de Osma, Juan de Ascorón. Las tierra de Vinuesa aparecen en el III libro de la Montería publicado por el Alfonso IX el justiciero, el infante Juan Manuel y el canciller Pedro López de Ayala en él se describe Vinuesa de la siguiente forma 

En la Garganta de Vinuesa hay estos montes. Valle Mala, el Rio Quesos, et Laguna Mala, et Espaces, es todo un monte, et es bueno de oso, et de puerco en verano. Et son las vocerías la una desde el Vallejo del Ojuelo por cima de la cumbre de la sierra, et por cima de Rio Quesos fasta Laguna Mala, et desde Laguna Mala la cumbre arriba, fasta Urbión, et de Urbión por el collado de la Grua fasta Peñas Albas. Et desde Peñas Albas el cerro ayuso, fasta Santa Inés. Et que estén renuevos de canes en el Escalera, et en el lomo de Rio Quesiellos, et en el lomo Lacarne, et en la Noguera. Et son las armadas, la una encima de Santa Inés, et la otra en la Poveda Somera, et la otra en la Nava Castaña, et la otra en Rio Monicio, et la otra en los caminos en Fondon de los Colladiellos, et la otra en Larrade de la Calabaza, et la otra en la Llana Vieja”. 
Robredo Llano, et la Llana Vieja, et los Colladiellos, et Rebollo Rubio, et la Peña Muñovela, et el arroyo de la Calabaza, es todo un monte, et es bueno de oso, et de puerco en verano. Et son las vocerías, la una desde en par de Sancta Inés la cumbre arriba, fasta Peñas Albas, et desde Peñas Albas por cima de la cumbre, et por las Muñecas de los Monges fasta collado de Albeto, et del collado de Albeto fasta Castiel de Vinuesa, et del Castiel de Vinuesa fasta Portiel de Muño Chan. Et que estén canes de renuevo en el lomo del Moro, et en el lomo de Rebollo Rubio et ec otro en la Laguniella de Follo Puerco. Et son las armadas la una en los Colladiellos, et la otra en el Quintanar, et la otra en Larrade de la Calabaza, et la otra en los caminos en Fondon de los Colladiellos. 
Fasta aquí son los montes de la Garganta de Vinuesa.

Las tierras de caza de Vinuesa fueron objeto de una predilección especial por los reyes Juan I y Juan II de Castilla. En 1368 Juan sufrió un accidente de caza, se cayó del caballo y fue atacado por un lobo siendo salvado por unos habitantes de Vinuesa, y en agradecimiento concedió a la villa de Vinuesa, el 1 de abril de ese año, el escudo con las armas del pino y el lobo y  ordenó al Concejo de la ciudad de Soria que "a los hombres buenos del lugar de Vinuesa para su buen pasar y vivir, se le señalen tierras de labrar y pastos para sus ganados."  esas tierras comprendía el denominado monte de Vallilengua que comprendía los lugares denominados, el Robredo, la
Ombría, el cabo del Revinuesa, el Palancar, la Dessa de Cuevatoria en los cuales se guardaba especial privilegio a la Cabaña Real de
Carreteros. La Villa fue conocida desde entonces con el sobrenombre de La Corte de los Pinares. 
La ciudad de Soria no estuvo de acuerdo con la concesión real y a partir de 1380 entabló varios pleitos por la devolución de aquellas tierras. Finalmente, en 1480 los de Vinuesa piden amparo real y el 12 de marzo de 1484 logran que se les sea reconocida la propiedad.
En 1491 los Reyes Católicos instituyen la Real Cañada de Carreteros, Trajineros, Cabañiles y sus derramas dándole privilegios y apoyando la actividad de la Mesta. En los tiempos de auge de esta actividad llegó a haber más de 35 000 cabezas de ganado.
El censo de Pecheros de 1528, en el que no se contaban eclesiásticos, hidalgos y nobles, registraba la existencia 229 pecheros, es decir unidades familiares que pagaban impuestos.  En el documento original, figura como Viñuesa. La población tomó importancia y se enriqueció. Se edificaron muchos edificio de notable calidad y muchos palacios. En 1591 se inician las obras de construcción de la iglesia parroquial (en algunas fuentes aparece que fue inaugura en agosto de 1563). El censo de 1587 da una población de 310 habitantes. El ayuntamiento de Vinuesa llevó a cabo una política de despoblación del barrio de Quintanarejo propiciando que sus vecinos sae asientan en la villa para evitar que se asentara población permanente dentro del territorio de realengo de los ricos pastizales de Urbión. Se dictó una férrea legislación para impedir la despoblación y el aprovechamiento de los recursos del municipio por gentes que no fueran vecinos del mismo. La rivalidad con la vecina población de Covaleda y con Soria llevó a un triple enfrentamiento, entre los ganaderos de ovino y de bovino, entre la Hermandad de la Cabaña Real de Carreteros y el Honrado Concejo de la Mesta y entre concejos colindantes pertenecientes a la Tierra de Soria.
En 1591 la localidad contaba con 1.424 habitantes de los cuales 356 estaban considerados como "vecinos" y tenían una serie de privilegios (las ordenanzas municipales no consideraban "vecino" a los  solteros). En 1596 el ayuntamiento de Vinuesa manifiesta a La Hacienda Real que la principal ocupación de sus habitantes es la ganadería.
El 14 de marzo de 1597  se establece el Concejo de Vinuesa que contaba con sede propia y estaba formado por dos alcaldes, uno representando a los "hombres buenos labradores" y otro a los hijosdalgo y sus regidores, un procurador, un "fiel de la tierra", un mayordomo y seis deheseros. Los cargos se renovaban anualmente y se otorgaban el 1 de enero, día de la Circuncisión del Señor, tras la misa mayor. Los vecinos tenían obligación de asistir y derecho a voto. El concejo elaboraba las ordenanzas municipales  y elegía cargos y oficios. La existencia del Concejo de Vinuesa se establece frente al de Soria, del cual dependía Vinuesa como jurisdicción pedánea. En 1775 Carlos III le concede el título de villa con sus fueros y el símbolo del rollo y con ello la independencia definitiva de Soria. 

### Edad Contemporánea
El 18 de julio de 1809, en plena guerra de la Independencia, las tropas napoleónicas entraron en la villa. Las guerras carlistas influyeron negativamente en la economía de la villa y produjeron una gran emigración de sus habitantes que tuvo como destino preferente México y Argentina. Los emigrados que se enriquecieron en América favorecieron al pueblo con la construcción de diferentes casas, las llamadas "casas de indianos" y la financiación de obras públicas que mejoraron los servicios construyendo el frontón, el lavadero y pavimentado las calles. En 1850 se enumeran 110 casas, una fábrica de papel. seis sierra de agua, tres aceñas (ruedas hidráulicas verticales) y tres batanes (instalaciones destinadas a  transformar unos tejidos abiertos en otros más tupidos).
A la caída del Antiguo Régimen la localidad se constituye en municipio constitucional en la región de Castilla la Vieja, partido de Soria que en el censo de 1842 contaba con 180 hogares y 720 vecinos.
El siglo XX llega a la localidad con una serie de acciones de mejora y desarrollo social; en agosto de 1905 se funda la Asociación Facultativa de Vinuesa que sufragaban los gastos médicos y farmacéutico de los vecinos del pueblo. En 1921 se crea  la Sociedad “La Unión”  desarrolla la cultura y el entretenimiento de sus asociados  proporcionando a sus socios medios de ilustración y recreo. El 20 de agosto de 1922 se funda el club de fútbol "Visontium". A mediados del siglo XX, crece el término del municipio porque incorpora a La Muedra, localidad anegada cuando se construyó el pantano de la Cuerda del Pozo o de La Muedra, el proyecto fue aprobado en 1923 y la inauguración se realizó en 1941. La suerte de la villa de Vinuesa en la última mitad del siglo XX ha ido unida a la de la provincia de Soria. 
Eminentemente rural sufrió la brutal emigración de sus habitantes que buscaban la mejora social en los núcleos desarrollados españoles, Cataluña y el País Vasco primero y Madrid después, o en los países europeos como Alemania y Suiza. La cercanía de Madrid ha favorecido la despoblación de este territorio que quedó al margen del desarrollo económico que otras zonas del estado realizaron. El desarrollo del turismo interior y de naturaleza, la explotación de sus riquezas naturales y monumentales ha abierto un nicho económico importante que permite un cierto nivel de desarrollo a principios del siglo XXI.

## Demografía
Cuenta con una población de 833 habitantes (INE 2024).
| Gráfica de evolución demográfica de Vinuesa entre 1842 y 2021 |
| |
| Población de derecho según los censos de población del INE Población de hecho según los censos de población del INEEn este censo se denominaba Vinueva: 1842 Entre el censo de 1940 y el anterior, crece el término del municipio porque incorpora a 42579 (La Muedra) |

### Población por entidades de población
Desglose de población según el Padrón Continuo por Unidad Poblacional del INE.
| Entidad         | Habitantes (2012) | Varones | Mujeres |
| --------------- | ----------------- | ------- | ------- |
| Vinuesa         | 958               | 524     | 434     |
| El Quintanarejo | 17                | 10      | 7       |
| Santa Inés      | 0                 | 0       | 0       |

## Economía
Las actividades económicas de los pobladores de Vinuesa han estado, históricamente, encuadradas en el sector primario. La agricultura y especialmente la ganadería lanar y la explotación forestal han sido las ocupaciones fundamentales de los vecinos de Vinuesa. En los últimos tiempos el turismo ha abierto una nueva fuente de ingresos y un florecimiento del sector servicios.
El sector primario como el resto de las localidades vecinas la economía de la villa está basada en la explotación ganadera y forestal. La producción y la comercialización de la lana fue una muy importante fuente de ingresos para los habitantes de la villa. Actualmente la explotación de sus bosques, que se realiza de forma comunal, es la que crea la base económica actual. La ganadería sigue teniendo una cierta importancia, fundamentalmente son rebaños de vacuno y ovino. La agricultura es menor. La construcción del pantano en 1941 produjo la pérdida de muchas tierras de pasto y de labor.
El sector secundario se centra en la industria de la madera. La explotación forestal es seguida por la de la transformación maderera y sus industrias asociadas.
El sector servicios Los servicios centrados en el turismo han tenido un gran desarrollo en la última década del siglo XX y a comienzos del XXI. El auge del turismo rural y de montaña ha desarrollado un amplio sector hostelero que centra su actividad en el periodo vacacional veraniego y en Semana Santa. En otoño se realizan jornadas micológicas. En invierno hay alguna actividad relacionada con la nieve. Se ha implementado un punto de nieve en el puerto de Santa Inés que consta de varias pistas de esquí de fondo y una de esquí alpino. La costa del embalse y su lago permiten desarrollar actividades náuticas. Por lo demás los servicios están menguados por la proximidad de la capital provincial.

## Símbolos
Escudo
La descripción del escudo de la villa de Vinuesa es la siguiente; sobre un fondo de oro un pino en sus colores originales y ante él un lobo en sable, sobre la orla una corona real. La referencia histórica del escudo hace mención al rey Juan I de Castilla. En el transcurso de una cacería y acompañado de su hijo, el rey se cayó de su caballo y fue atacado por un lobo. La intervención de unos cazadores de Vinuesa le salvó de morir, en agradecimiento el rey dio a la villa de Vinuesa un escudo en que se recuerda la hazaña, sobre un fondo en gules un pino con un lobo tras su tronco, ambos en s color. Sobre el pino la cabeza del rey.
Bandera
La bandera es verde y en su centro el escudo.

## Monumentos y lugares de interés

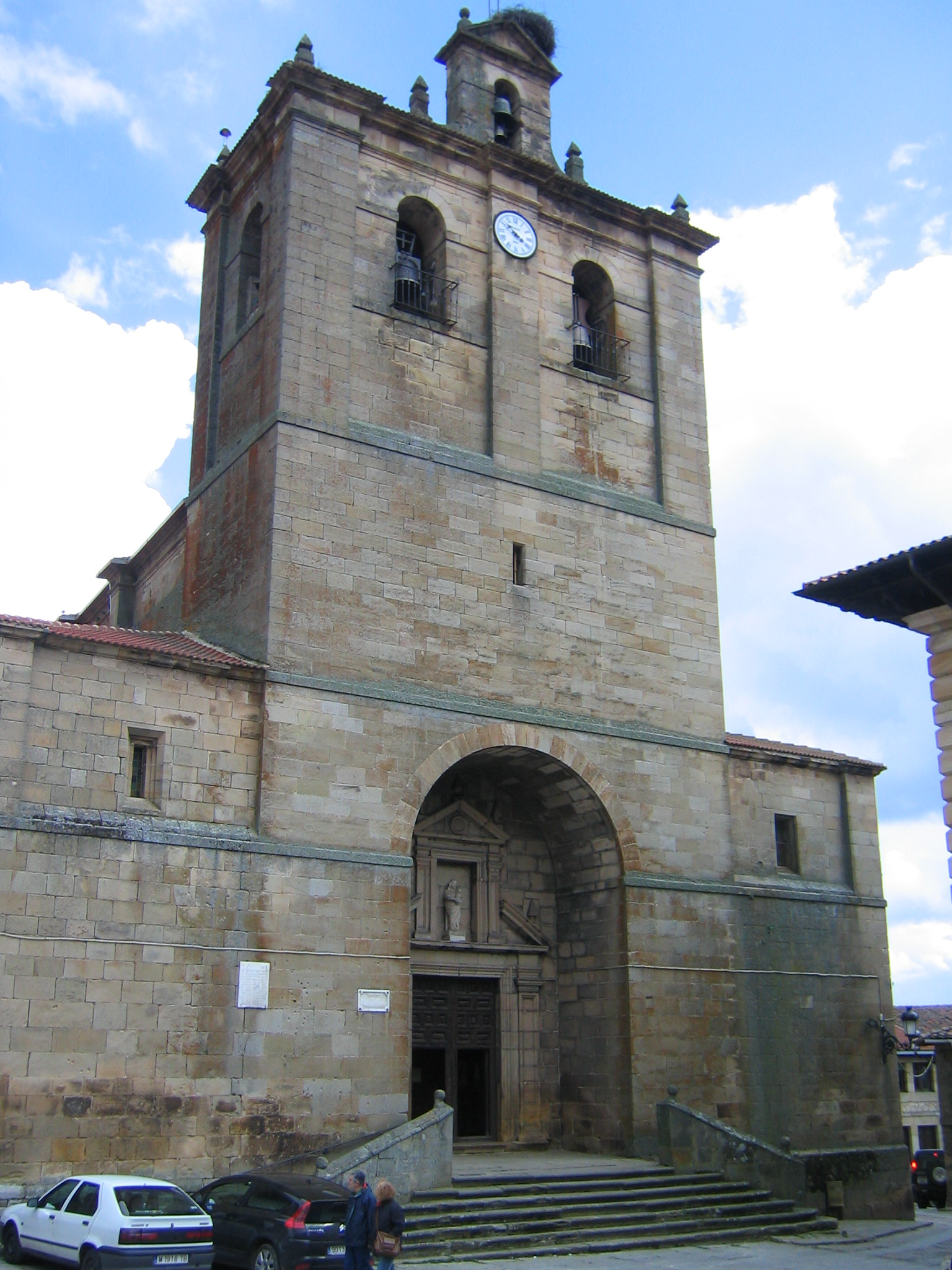
Iglesia de Nuestra Señora del Pino.

En la villa de Vinuesa hay varios monumentos interesantes sobre todo casas palacios construidas con las ganancias del comercio de la lana y de los capitales traídos de América. El patrimonio romano se reduce a la calzada que cruza el municipio y al puente. La iglesia es el monumento más sobresaliente que se complementa con algunas pequeñas ermitas.
Religiosos
- Iglesia de Nuestra Señora del Pino, se comenzó a construir en 1591, es de estilo gótico renacentista. Con planta en cruz latina, consta de tres naves cubiertas por bóvedas de crucería y una cabecera ochavada. En el interior hay varios retablos rococós, del siglo XVIII y el retablo mayor del siglo XVII, diseñado por Domingo González de Acereda, es de estilo barroco.
- Ermitas de la Soledad, del siglo XVI, entre 1560 y 1570, es estilo gótico se encuentra en el núcleo urbano. Planta rectangular con dos puertas tiene un retablo barroco. En la plaza que se abre frente a la ermita, en la que hay un crucero, se levanta el mayo en la fiesta del 14 de agosto.
- Ermitas de San Mateo, construcción rectangular que destaca por lo peculiar de su ubicación en medio de un pinar centenario.
- Ermitas de San Pedro, pequeña construcción que acoge la imagen del santo a la que está dedicada. En la romería que se celebra en su honor, el 29 de junio se realizan diferentes actos populares como el salto de una hoguera de sabinas o la colocación de flores en los balcones de las mozas.
- Ermitas de San Antón, pequeña construcción rectangular con dos puertas frente a una de las cuales se levanta un crucero que data de 1563. Se celebra la fiesta de los santitos en enero. La cofradía de esta ermita es la más antigua de la localidad.

Civiles

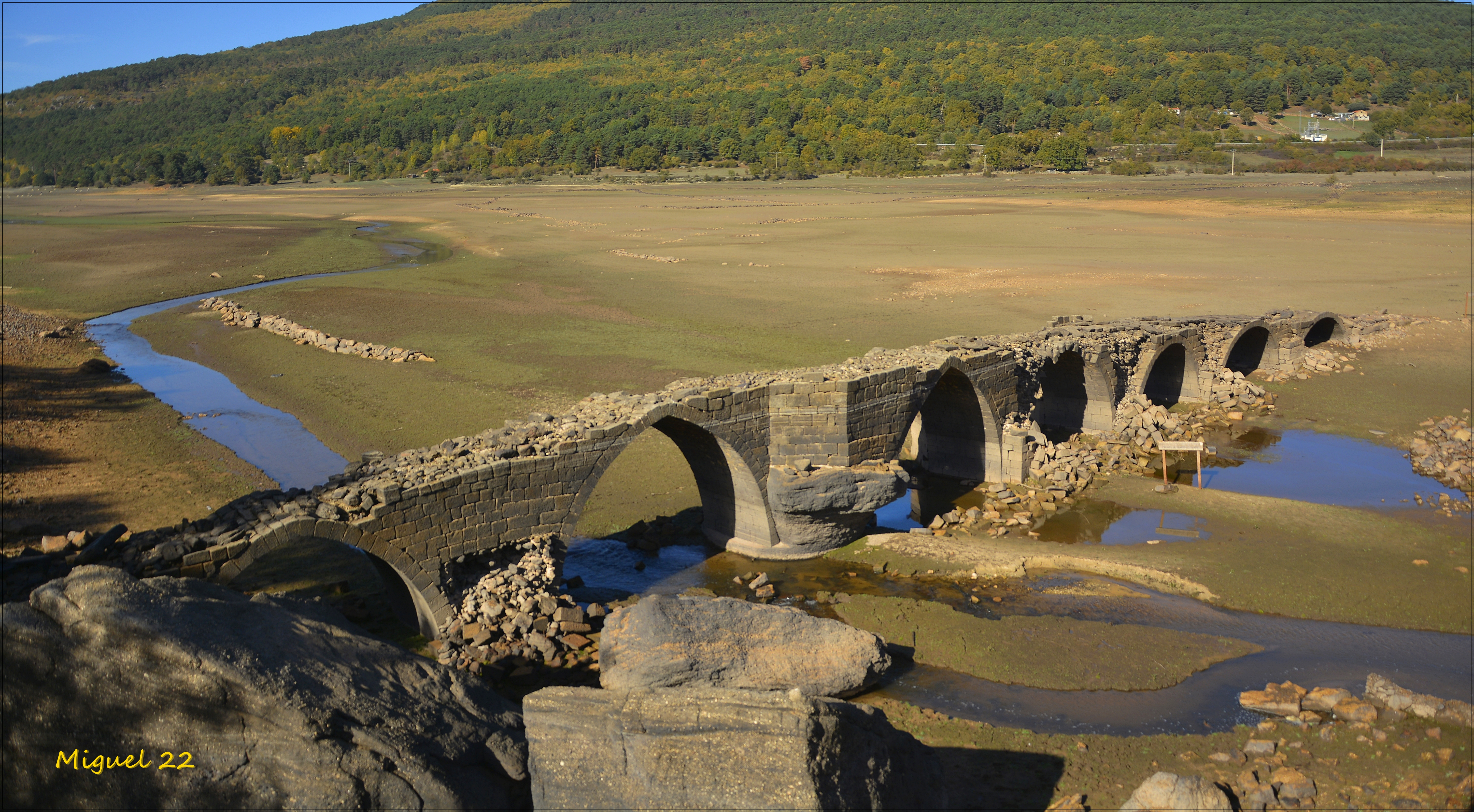
Río Duero en periodo de sequía pasando bajo el puente romano de Vinuesa, sumergido con frecuencia por las aguas del embalse de Cuerda del Pozo.

- Calzada romana y puente romano: muy deteriorado y hundido en las aguas del pantano, aparece de vez en cuando, cuando el nivel de las mismas lo permite (hay aprobado un proyecto para su traslado y restauración) forma parte de la calzada que unía la localidad, entonces llamada Visontium con la ciudad de Uxama (cerca de El Burgo de Osma). El puente tiene una longitud de 87 metros y una anchura de 3 m. La altura máxima es de 5,5 m y la calzada, de la que se conservan bastante bien unos 4 km dentro del territorio municipal con algún miliario, es típicamente romana y está datada en el siglo II. Era una calzada secundaria que se unía a la principal la Astúrica - Cesaraugusta y según la inscripción de la piedra escrita que está en la vecina localidad de Molinos de Duero fue realizada por Lucio Lucrecio Denso que era magistrado Duunviro. La inscripción dice:

HANC VIAM AVG. L (ucius) LUCRET (ius) DENSUS II VIR. V. M. FECIT (traducción:El II vir Lucio Lucrecio Denso hizo esta vía Augusta)

En la actualidad su lamentable estado de conservación pone en riesgo su integridad, motivo por el cual ha sido incluido en la Lista roja de patrimonio en peligro de la asociación para la defensa del patrimonio Hispania Nostra.
- Palacio de los Marqueses de Vilueña, conocido también como de los Valtueña o como el palacio es un edificio sobrio que data del siglo XVII. La fachada, en la que se abre la puerta principal en un gran arco de medio punto, está conformada por cuatro balcones sobre los que se ubica el escudo de armas de los Vilueña.
- Palacio de Don Pedro de Neyla, conocido también como del Arzobispo de Palermo es una construcción del siglo XVII por el que fue arzobispo de Palermo, Pedro de Neyla. Perteneció a la iglesia hasta su adquisición por Matías Ramos Calonge quien lo donó al pueblo para poner en él una escuela que se mantiene en la actualidad. Con arquitectura típica de la comarca tiene grandes ventanas enrejadas y porta en sus fachada los escudos del constructor.
- Casa de los Ramos, de 1778 es de las casas más antiguas de la localidad. Con una portada en arco de medio punto en donde consta el año de construcción y el promotor de la misma. Destaca el trabajo de la madera y la estructura que gira en torno al eje de la gran chimenea.
- El rollo o La picota es indicativo jurisdiccional de villa a Vinuesa que lo obtuvo en 1776 de Carlos III. El monumento lo constituye un rollo de piedra sobre una planta poligonal coronado por un pináculo. Figura en el catálogo de Bienes Protegidos de la Junta de Castilla y León en la categoría de Rollos de Justicia con fecha de declaración 14 de marzo de 1963.[13]
- Cañada Galiana o Cañada Real Riojana, era una de las vías pecuarias en el eje Castilla - Extremadura, siguiendo las rutas de la trashumancia. Es el vestigio de una labor de gran importancia en la economía y la cultura de los habitantes de la península ibérica que en la actualidad esta casi desaparecida al ser realizado el transporte de las oveja mediante medios de automoción modernos. La importancia de estas rutas es tal que en la actualidad hay diferentes movimientos que mantienen el uso de las mismas en plan simbólico.

## Cultura

### Fiestas

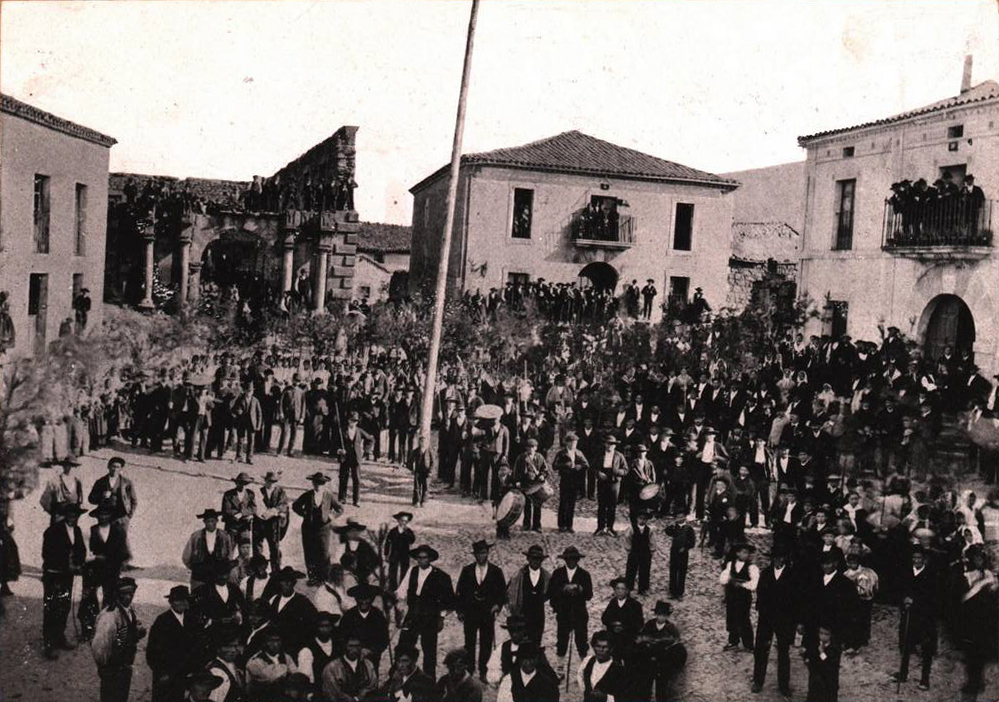
La Pinochada (c. 1889)

Las fiestas principales son en honor a la Virgen del Pino, patrona de la localidad, y San Roque. Se desarrollan entre el 14 y el 18 de agosto.
Las fiestas comienzan con la Pingadas de los Mayos (mayos, ejemplares de pino albar de unos 25 metros de longitud que se levantan por los jóvenes de la localidad y señalan la fiesta) en la plaza Mayor y frente a la ermita de la Soledad. Se realizan procesiones y ofrendas, como la de la Vela, y se hacen campeonatos de diferentes deportes, entre los que destaca la pelota a mano. Entre los actos que se realizan en estas fiestas destaca el de La Pinochada. 
La Pingadas de los Mayos está  relaciona con las festividades de Mayos  que se  realizan en muchos países europeos y de americanos. Es una fiesta de orígenes ancestrales que originalmente, y todavía en las mayoría de los sitios, se hacía al comienzo de mayo en pleno auge primaveral, tiene  connotaciones rituales totémicas a la divinidad primaveral o de los árboles, que se han ido perdiendo con el paso de los tiempos.

### La pinochada
Se llama pinocho a la rama del pino. El día 16 de agosto en misa de 11 se bendicen los pinochos que son portados por las mujeres y niñas de la localidad que visten sus vestidos típicos, trajes de piñorras. A la salida de la iglesia se forman dos grupos de hombres que guardan rigurosa formación, armados de rodelas y espadas. Los hombres están divididos, atendiendo a su estado civil, en dos cofradías, la de Nuestra Señora del Pino para los casados y la de San Roque para los solteros. Las cofradías se enfrentan en una danza singular en la que van agarrados del brazo girando y golpeando con las espadas las rodelas del bando contrario. Después de tres encuentros la batalla es ganada por los casados. Seguidamente son las mujeres las que se enfrentan, casadas contra solteras con su pinocho. De este enfrentamiento también salen triunfantes las casadas. Las mujeres, todas juntas, arremeten contra todos los hombres (hayan o no participado en el acto y sean o no del lugar) cuando golpean al hombre con el pinocho deben decir "¡De hoy en un año!" a lo que el hombre debe contestar "¡Gracias!".
La leyenda marca el origen de este acto tradicional en la victoria que los vecinos de Vinuesa obtuvieron en el enfrentamiento con otros pueblos sobre la pertenencia de un pinar comunal en el cual apreció un imagen de la virgen (la virgen del pino) en uno de los árboles, pero dicho árbol tenía la copa en territorio visontino y la base en el del pueblo vecino. La pelea por la posesión se decidió en contra de los visontinos hasta que intervinieron las mujeres de Vinuesa armadas con pinochos que lograron la victoria para su pueblo.
El acto parece encuadrarse en los ritos nupciales de segregación en los cuales para pasar de un grupo social a otro de deben realizar diferentes pruebas o ritos unos para disgregarse de aquel al que pertenecía y otros de incorporación al grupo nuevo.

### Vinuesa en la literatura
El paisaje y el ambiente en el que está inmersa la villa de Vinuesa han llegado a inspirar a muchos escritores y artistas. El más popularizado es Antonio Machado con su obra de Los hijos de Alvargonzález que se desarrolla en estos lugares y tiene a la Laguna Negra como escenario principal. Pero no solo Machado se inspiró en estos lares, otros como Pío Baroja, Gerardo Diego o Vicente García de Diego también lo hicieron.
Machado sitúa la historia trágica de un parricidio en estas tierras. En 1912 escribe la novela en prosa que versaría en abril de ese mismo año. Alvargonzález es asesinado por dos de sus tres hijos que tienen prisa para el cobro de la herencia. La Laguna Negra es el lugar que eligen para deshacerse del cadáver. El crimen lo paga un inocente que es condenado al garrote y la esposa del difunto, madre de los asesinos, muere de pena. Su avaricia tiene el pago que no esperan al dejar de producir las tierras. El hermano emigrado a su regreso compra parte de las tierras a sus otros hermanos y obtiene grandes cosechas. Los remordimientos corroen a los asesinos que acaban vendiendo lo que les queda y emigrando, al pasar cerca de la Laguna Negra se pierden en la noche y acaban en sus aguas. El verso sería así:

Llegaron los asesinos

hasta la Laguna Negra,

agua transparente y muda

que enorme muro de piedra,

donde los buitres anidan

y el eco duerme, rodea;

agua clara donde beben

las águilas de la sierra,

donde el jabalí del monte

y el ciervo y el corzo abrevan;

agua pura y silenciosa

que copia cosas eternas;

agua impasible que guarda

en su seno las estrellas

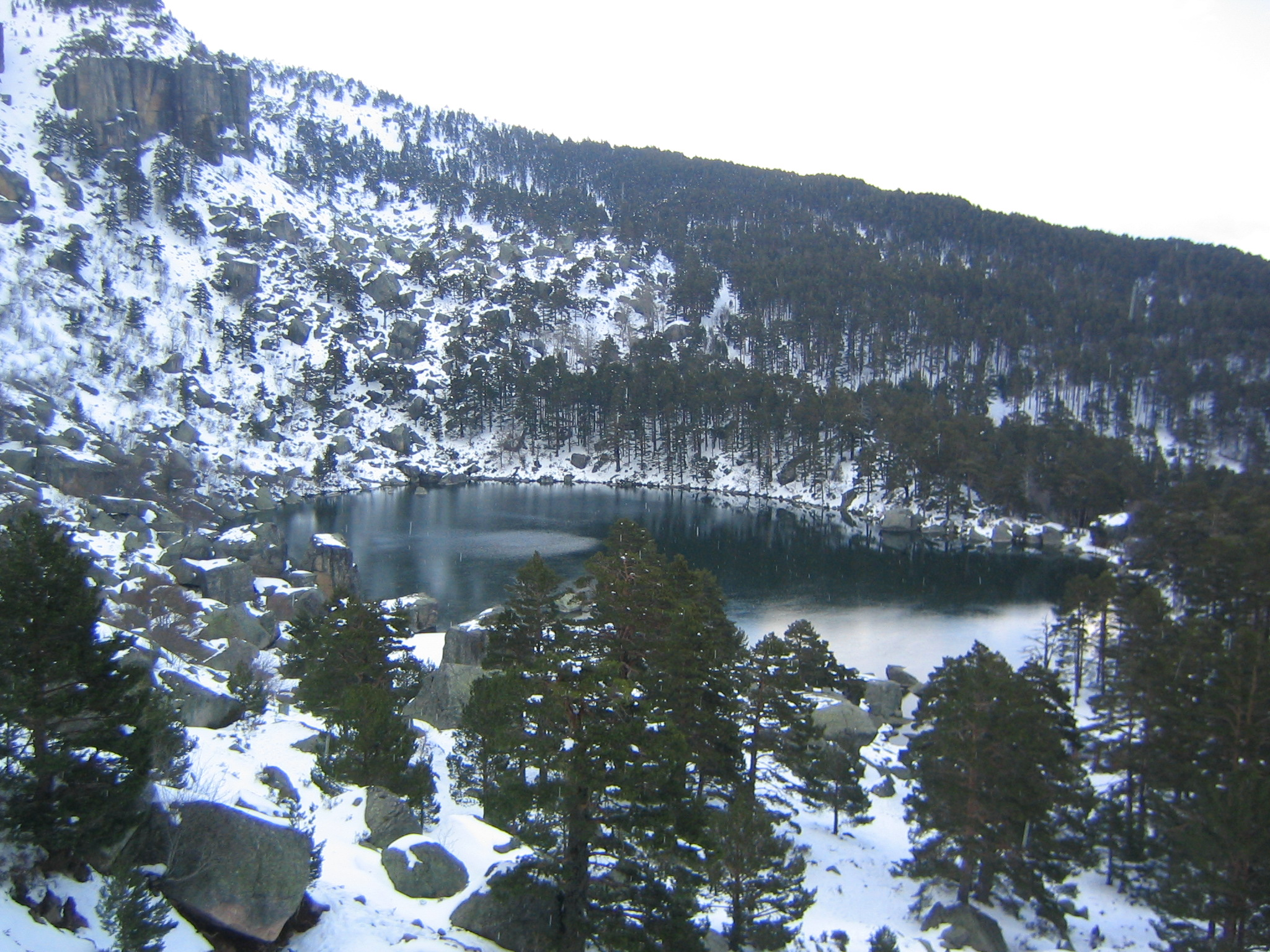
La laguna Negra de Urbión.

Baroja cita esta tierras en su obra El Escuadrón del Brigante de 1913, lo mismo que Quiliano Blanco en 1968 o Miguel Moreno y Moreno también hace referencia en su obra Apuntes y ocurrencias sobre la Tierra de Alvargonzález en 1975 y Antonio Pérez Rioja en 1897 en Las Lagunas de Urbión. Hay multitud de referencias a estas tierras y al paisaje de muchos artistas e intelectuales.
Otra de las obras relevantes es Leyenda del Puente  que mezcla la historia con la leyenda. Cuenta la historia de unos carreteros Zaragozanos uno de los cuales sale en defensa de una moza del lugar que es acosada por otro carretero que, en venganza, lo asesina de un golpe en la cabeza y es enterrado al lado del puente del Bardo. La víctima se enamoró de la moza y la leyenda cuenta que su alma paseaba las tardes de verano por aquellos parajes y bebía de la fuente de Vinuesa.
También, aunque bajo el nombre ficticio de "Ramosierra", Vinuesa es la más que probable localidad, al citar su otro nombre de Corte de los Pinares y antecedentes históricos como la Suerte de los Pinos, en la que se basa el libro de antropología de la cultura española "A Spanish Tapestry, Town and Country in Castile" de Michael Kenny Bloomington, Indiana University Press, 1961.